# Panaropsis thyatira
Espèce
Panaropsis thyatira est une espèce d'insectes lépidoptères (papillons) qui appartient à la famille des Riodinidae et au genre Panaropsis.

## Dénomination
Panaropsis thyatira a été décrit par William Chapman Hewitson en 1853 sous le nom de Limnas thyatira.

### Noms vernaculaires
Panaropsis thyatirase nomme Thyatira Metalmark  en anglais.

## Description
Panaropsis thyatira est un papillon au corps et aux ailes de couleur orange dont les ailes antérieures sont bordées de marron avec un apex marron et une ornementation de quelques traits marron, et les ailes postérieures sont orange avec une bordure du bord externe marron ornée d'une ligne submarginale de points blancs.

## Écologie et distribution
Panaropsis thyatira est présent en Guyane, en Guyana, en Colombie, en Bolivie et au Brésil.

### Protection
Pas de statut de protection particulier.